# Rue Gresset
Rue Gresset är en gata i Quartier de la Villette i Paris nittonde arrondissement. Gatan är uppkallad efter den franske poeten Jean-Baptiste Gresset (1709–1777). Rue Gresset börjar vid Rue de Crimée 174 och slutar vid Rue de Joinville 11 bis.

## Omgivningar
- Saint-Jacques-Saint-Christophe
- Square Serge-Reggiani
- Impasse de Joinville
- Rue de l'Ourcq
- Rue Émélie

## Bilder
| - Gatuskylt. - Saint-Jacques-Saint-Christophe. - Square Serge-Reggiani med Saint-Jacques-Saint-Christophe. |

## Kommunikationer
- Tunnelbana – linje  – Crimée
- Busshållplats Crimée – Paris bussnät

### Webbkällor
- ”Rue Gresset”. Mairie de Paris. https://web.archive.org/web/20160303201020/http://www.v2asp.paris.fr/commun/v2asp/v2/nomenclature_voies/Voieactu/4288.nom.htm. Läst 24 januari 2024.
- ”Rue Gresset (19ème arrondissement)”. Les rues de Paris. https://web.archive.org/web/20160409114855/http://www.parisrues.com/rues19/paris-19-rue-gresset.html. Läst 24 januari 2024.